# Avella angulata
Avella angulata är en spindelart som beskrevs av Ludwig Carl Christian Koch 1878. Avella angulata ingår i släktet Avella och familjen Deinopidae.
Artens utbredningsområde är Queensland. Inga underarter finns listade.